# Lopidella
Lopidella is een geslacht van wantsen uit de familie van de Miridae (blindwantsen). Het geslacht werd voor het eerst wetenschappelijk beschreven door Harry Hazelton Knight in 1925.

## Soorten
Het genus bevat de volgende soorten:

- Lopidella birama Knight, 1965
- Lopidella flavoscuta Knight, 1925
- Lopidella knighti Schaffner, 1969
- Lopidella luteicollis Knight, 1965
- Lopidella oaxacensis Schaffner, 1969